# Know-how
Know-how ([ˈnoʊhaʊ, noʊˈhaʊ]; englisch für wissen-wie oder gewusst wie), auch Knowhow geschrieben, ist ein Anglizismus für anwendbares prozedurales Wissen, das zur Problemlösung beitragen kann. Es ist abzugrenzen von „know-what“ (Fakten), „know-why“ (Wissenschaft) und „know-who“ (Kommunikation).

## Allgemeines
Das Know-how stellt eine Unterkategorie von Wissen dar, und zwar in Form von Fachwissen, praktischem Wissen oder Sachkenntnis und muss deren praktischer Umsetzung dienen. Die angelsächsische Fachliteratur geht von den Fähigkeiten (englisch capabilities) einer Person aus, die sich aus Wissen (englisch knowledge), Erfahrung (englisch experience) und Kompetenzen (englisch skills) zusammensetzen. Daraus ergeben sich die geeigneten Tätigkeiten zur Erreichung eines bestimmten Ziels (englisch know-how).
Mit dem Know-how befassen sich viele Fachbereiche, darunter auch das Wissensmanagement.

## Geschichte
US-Senator Kenneth McKellar stellte im Juni 1940 im Repräsentantenhaus die Frage, wie man Lehrern beibringen soll, den Schülern die Fertigung von Kraftfahrzeugen etwa in der Ford-Fabrik zu vermitteln (englisch how would they know how to train boys …). Der Begriff des Know-how entstand in der anglo-amerikanischen Rechtspraxis im Zusammenhang mit dem Technologietransfer (englisch Know-How Contract). Der britische Philosoph Gilbert Ryle unterschied in seiner einflussreichen Studie The Concept of Mind (1949) das klassische Wissen (englisch knowing that; deutsch Wissen, dass) vom Können (englisch knowing how, deutsch Wissen, wie).
Sein Gebrauch im Wirtschaftsleben nimmt mitunter inflationäre Züge an.

## Rechtsfragen
Obwohl der Begriff schwer abzugrenzen ist, hat er praktische, insbesondere vertragspraktische Relevanz. Gesondert werden die Begriffe Know-how-Vertrag oder Know-how-Vereinbarung betrachtet. Technologietransfer ist die Übertragung von technologischem oder technologiebezogenem Know-how zwischen Vertragsparteien.
Im Rechtssinne stellt Know-how kein Rechtsobjekt dar, über das verfügt werden könnte. Deutlich wird dies, wenn man z. B. Patente dem Know-how gegenüberstellt: Ein Patent ist ein in der Rechtsordnung anerkannter Verfügungsgegenstand (oder besser: ein Rechtsobjekt), der wie eine Sache oder andere Rechte veräußert werden kann. Know-how kann nicht im Rechtssinne übertragen, sondern nur mitgeteilt werden. Demgegenüber kann Know-how genau wie gewerbliche Schutzrechte Gegenstand eines schuldrechtlichen Lizenzvertrages sein.
In der deutschen Rechtswissenschaft gilt Know-how als eine Sammlung von Kenntnissen und Erfahrungen, welche nicht durch ein gewerbliches Schutzrecht geschützt sind. Know-how besteht aus Wissen und Erfahrung aus technischer, kommerzieller, administrativer, finanzieller oder sonstiger Natur, das praktisch anwendbar ist in Unternehmen, Behörden oder im Beruf. „Know-how ist die Gesamtheit der nicht preisgegebenen technischen Informationen, patentfähig oder nicht, die für die industrielle Reproduktion eines Produktes oder Prozesses notwendig sind“.
Die Verordnung (EG) Nr. 772/2004 vom 27. April 2004 über die Anwendung von Artikel 81 Absatz 3 EG-Vertrag auf Gruppen von Technologietransfer-Vereinbarungen definiert Know-how in Art. 1 Abs. 1 lit. i) als „eine Gesamtheit nicht patentierter praktischer Kenntnisse, die durch Erfahrungen und Versuche gewonnen werden und die geheim (d. h. nicht allgemein bekannt und nicht leicht zugänglich sind), wesentlich (d. h. die für die Produktion der Vertragsprodukte von Bedeutung und nützlich sind) und identifiziert sind (d. h. umfassend genug beschrieben sind, so dass überprüft werden kann, ob es die Merkmale ‚geheim‘ und ‚wesentlich‘ erfüllt)“.
In der anglo-amerikanischen Literatur wird Know-how dagegen mit Patenten gleichgestellt.

## Arten
Beim Know-how werden vier Wissensebenen unterschieden:
- Faktenwissen (englisch know-what) umfasst das deklarative, theoretische Wissen;
- Prozedurales Wissen (englisch know-how) umfasst die Fähigkeit, die gelernten Inhalte auf komplexe Probleme der Wirklichkeit anzuwenden;
- Zusammenhangwissen (englisch know-why) steht über dem Fachwissen und prozeduralen Wissen und ist die Kenntnis des Netzwerks von Ursache-Wirkungszusammenhängen;
- Orientierungswissen (englisch care-why) ist der Wille und die Motivation, die einerseits notwendig sind, um ein Problem oder eine Aufgabe zu lösen, andererseits um „know-what“, „know-how“ und „know-why“ weiterzuentwickeln und sich an ändernde Umweltbedingungen anzupassen.[11]

Während Faktenwissen ganz oder größtenteils aus explizitem Wissen besteht, nimmt auf den weiteren Ebenen der Anteil des impliziten Wissen ständig zu und ist beim Orientierungswissen am höchsten.

## Betriebswirtschaftslehre
Der ursprünglich aus der Philosophie stammende Begriff wird heute hauptsächlich in der Betriebswirtschaftslehre und verwandten Disziplinen diskutiert.
Das Know-how als immaterielle Ressource ist ein Vermögensgegenstand einer Organisation, wenn
- dieses einzeln oder in Kombination wertvoll, selten, dauerhaft und schwer imitierbar bzw. substituierbar ist, und
- das Unternehmen in der Lage ist, die entsprechende Ressourcenbasis durch organisatorische Gestaltung in Leistungspotenziale zu überführen und proaktiv zu nutzen (englisch capability).

Das Know-how gilt dann als immaterielle bzw. intangible Ressource und wird innerhalb dieses Bereiches den Human Resources zugerechnet. Im Unternehmenswert drückt sich das Know-how im Goodwill aus.

## Trivia
Die Knoff-Hoff-Show (Fernsehsendung, ZDF, 1986–2004) ist eine Verballhornung des Begriffes Know-how (in deutscher Aussprache). Ein verwandter Begriff ist ein Howto (deutsch gewusst wie) als Beschreibung einer kurzen Anleitung.